# Kaufhaus Max Weichhold
Das Kaufhaus Max Weichhold ist ein im Jahr 1896 durch den Kaufmann Max Emil Weichhold eröffnetes Textil-Kaufhaus im sächsischen Aue. Seit der Eröffnung als Kaufhaus und weiter bis 1950 und von 1990 bis 2017 war es ein Familienunternehmen. Seit 2017 ist es eine GmbH, die sich auf Elektronik und Hausgeräte spezialisiert hat und seit 2020 den Namen EHS Elektronik-Hausgeräte-Service trägt.
Das mehrstöckige Gebäude hatte der Kaufmann August Geßner in den 1860er Jahren zu anderen Zwecken errichten lassen. Es steht seit den 1990er Jahren unter Denkmalschutz.

## Lage
Der Kaufhauskomplex befindet sich in der Bahnhofstraße 20 bis 22 des Ortsteils Aue der Großen Kreisstadt Aue-Bad Schlema südöstlich der Muldentalbrücke am Schwarzwasser vor dem Zusammenfluss mit der Mulde. Seine Nordseite verläuft parallel zum Ufer des Zuflusses der Zwickauer Mulde. Die Westseite zur Bahnhofstraße hin ist um einen breiten Fußweg zurückgesetzt. In der Draufsicht bildet der Grundriss des Gebäudes eine tortenstückähnliche Form. Die Südseite schließt an ein flacheres Bauwerk an, das ebenfalls zum Kaufhauskomplex zählt, aber erst 1901 errichtet wurde. Zur Immobilie gehört auch das umgebende Grundstück bis zur Muldenbrücke und bis zum Ufer des Schwarzwassers.

## Geschichte des Geschäftshauses
August Geßner, Bücherwart des Gewerbevereins Aue und Bürger des Ortes, ließ 1867 das Haus in der Bahnhofstraße 18/20 für seine Zwecke erbauen. Im Jahr 1895 erfolgte auf Geßners Wunsch ein Umbau der Straßen- und Seitenfassaden des Hauses, indem er zwei größere Schaufenster einbaute. Der aus Hainichen stammende Kaufmann Max Emil Weichhold erwarb im Jahr 1896 den Wohn- und Geschäftskomplex von Geßners Erben, ließ die Verkaufsfläche vergrößern und eröffnete hier noch im gleichen Jahr einen Textilhandel. Wegen gut gehender Geschäfte stellte er am 4. Februar 1910 beim Auer Stadtrat folgenden Antrag für einen Neubau: „Mein Geschäft hat sich bis jetzt dermaßen vergrößert, dass ich mich gezwungen sehe, an Stelle meines Hauses einen Neubau auszuführen, und zwar derart, dass ich erst den noch unbebauten Teil meines Grundstücks bebaue und nach dessen Fertigstellung das alte Haus abbreche und den Neubau vollends ergänze. Ich habe zu meinem Geschäftsbetriebe bereits sämtliche Räume des Hauses inne und fürchte sehr, dass mein Geschäftsumsatz und demzufolge auch der Verdienst zurückgeht, wenn ich nicht bald für eine Vergrößerung meiner Verkaufsräume sorge.“
Dem Antrag stimmte der Stadtrat zu. Für den Neubau des geplanten Gebäudes musste Weichhold ein Flurstück der Firma S. Wolle hinzukaufen, zudem war mit der Stadt der Abstand des zu errichtenden Hauses zum Geßnerschen Betriebsgraben zu klären, beim Verkauf hatten sich Geßners Erben einen ein Meter breiten Streifen neben dem Graben zur Begehung auserbeten.

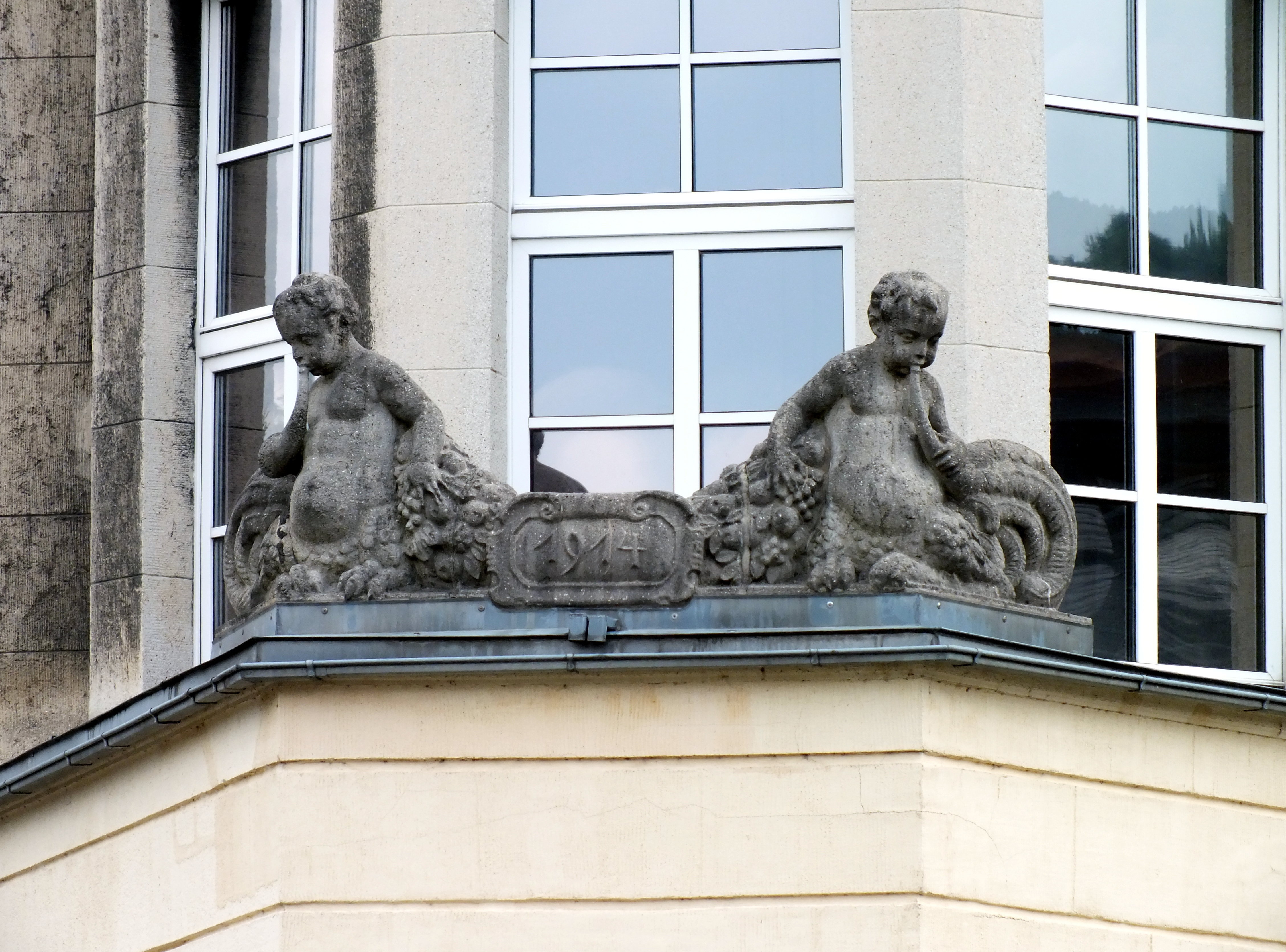
Gestaltung der Gebäudeecke mit Jahreszahl und Figurenschmuck

Für den Bau des neuen größeren Kaufhauses lieferte der Leipziger Architekt Otto Juhrich die Pläne und leitete den Bau. Die Grundsteinlegung erfolgte im Jahr 1912, bereits 1914 war das neue Kaufhaus fertiggestellt. (Darauf verweist die Jahreszahl 1914 an der Eckschräge.) Weichhold führte nun in mehreren Etagen sein Handelsunternehmen mit Manufaktur- und Weißwaren sowie mit Damen- und Herrenkonfektion. Er beschäftigte für die Damenschneiderei zahlreiche Heimarbeiterinnen, wie alte Modeschnitte belegen, die sich im Heimatmuseum befinden.
Der vorgesehene Abbruch des ursprünglichen Hauses fand nicht statt, weil die Neubaukosten mit um 60.000 Mark höher lagen als beim Baubeginn veranschlagt war. Er müsse „an allen Seiten sparen nur um die Steuern erschwingen“ zu können. So nutzte Weichhold das Haus weiter.

Ausschnitt aus einer Ansichtskarte von 1914 mit Blick auf die Hauptfassaden des Kaufhauses Max Weichhold hinter der Brücke

Im Jahr 1933 beantragte Max Weichhold die Zustimmung der Stadtverwaltung für einige bauliche Erweiterungen: „Mit Rücksicht darauf, dass durch diesen Bau einer ganzen Menge Handwerker Arbeit und Verdienst geschaffen wird, bitte ich um gefl. rechtbaldige baupolizeiliche Genehmigung. Der hintere Neubau soll durch Oberlicht aus Glas-Eisenbeton in moderner, gefälliger Form beleuchtet werden.“ Auch diesen Antrag genehmigte die Stadtverwaltung und so entstand auf dem hinter der Straßenfront liegenden Grundstück ein weiterer Verkaufsraum, der sich bis zur Bauflucht an der Wasserseite erstreckt. Er ist mit einem Tonnendach abgeschlossen.
Am 1. Januar 1937 veräußerte der Kaufhausgründer die Immobilie offiziell an seinen Sohn Max Wilhelm Weichhold. Dieser nutzte alle Räumlichkeiten weiter als Textilkaufhaus, bis nach dem Ende des Zweiten Weltkriegs.

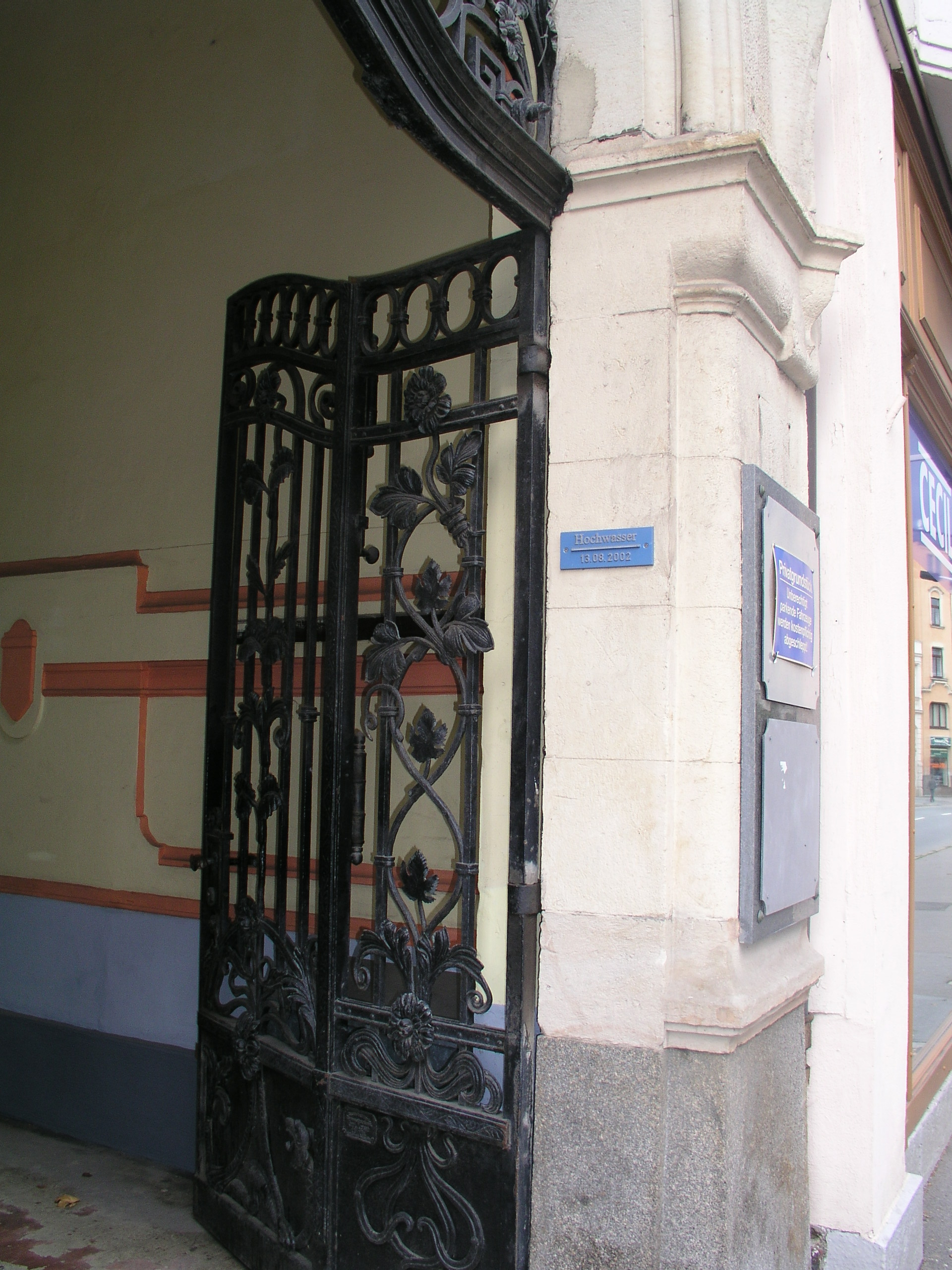
Hochwassermarke in der Bahnhofstraße (blau), 2008

Von Mai 1945 bis 1948 befanden sich im Kaufhaus verschiedene Mieter, die die neue Stadtverwaltung eingewiesen hatte. Christa Weichhold, die Ehefrau von Max Weichhold jr., durfte jedoch im Eckladen des Kaufhauses die Schneiderei sowie den Konfektions- und Kurzwarenhandel bis 1953 betreiben.
Im Jahr 1948 erhielt die Eigentümerfamilie vom Kreisrat zu Aue, der inzwischen von der SED beherrscht wurde, einen „Anforderungsbescheid zur Gebäudeüberlassung […] zugunsten der Konsumgenossenschaft … mit uneingeschränkter Benutz- und Gebrauchsüberlassung […] auf unbestimmte Zeit“. Die Familie wurde jedoch nicht enteignet.
So bewirtschaftete der Konsum das Haus von 1950 bis 1993, das Grundsortiment wurde im Wesentlichen beibehalten. Genau mit dem Tag der Einführung der D-Mark in Ostdeutschland endete die „unbestimmte Zeit“, der Enkel des Kaufhausgründers, Wolfgang Weichhold, erhielt die Immobilie zur vollen Verfügung zurück. Mit dem Konsum wurde das Nutzungsende für 1993 vereinbart, doch bereits 1992 wurde die Fassade mit neuen Fenstern versehen und der Eingangsbereich erneuert. Der kleine Anbau aus dem Jahre 1901 wurde mit einem Wintergarten hervorgehoben. Im gleichen Jahr erfolgte die Neueintragung des Kaufhauses beim Amtsgericht Chemnitz.
Das Muldehochwasser 2002 überflutete samt dem Nebenfluss Schwarzwasser die gesamte Bahnhofstraße, stand einige Tage  bis zu einem Meter hoch und schädigte auch Geschäftsräume des Kaufhauses samt der Bausubstanz. Im Jahr 2003 konnte das Kaufhaus nach umfassender Renovierung wiedereröffnet werden.

In den 2010er Jahren richtete die Knappschaft im Erdgeschoss des Hauses Nummer 22 eine Filiale ein. Ebenfalls in dem Gebäude befinden sich eine Auskunfts- und Beratungsstelle der Deutschen Krankenversicherung und die Kanzlei eines Steuerberaters.

## Architektur

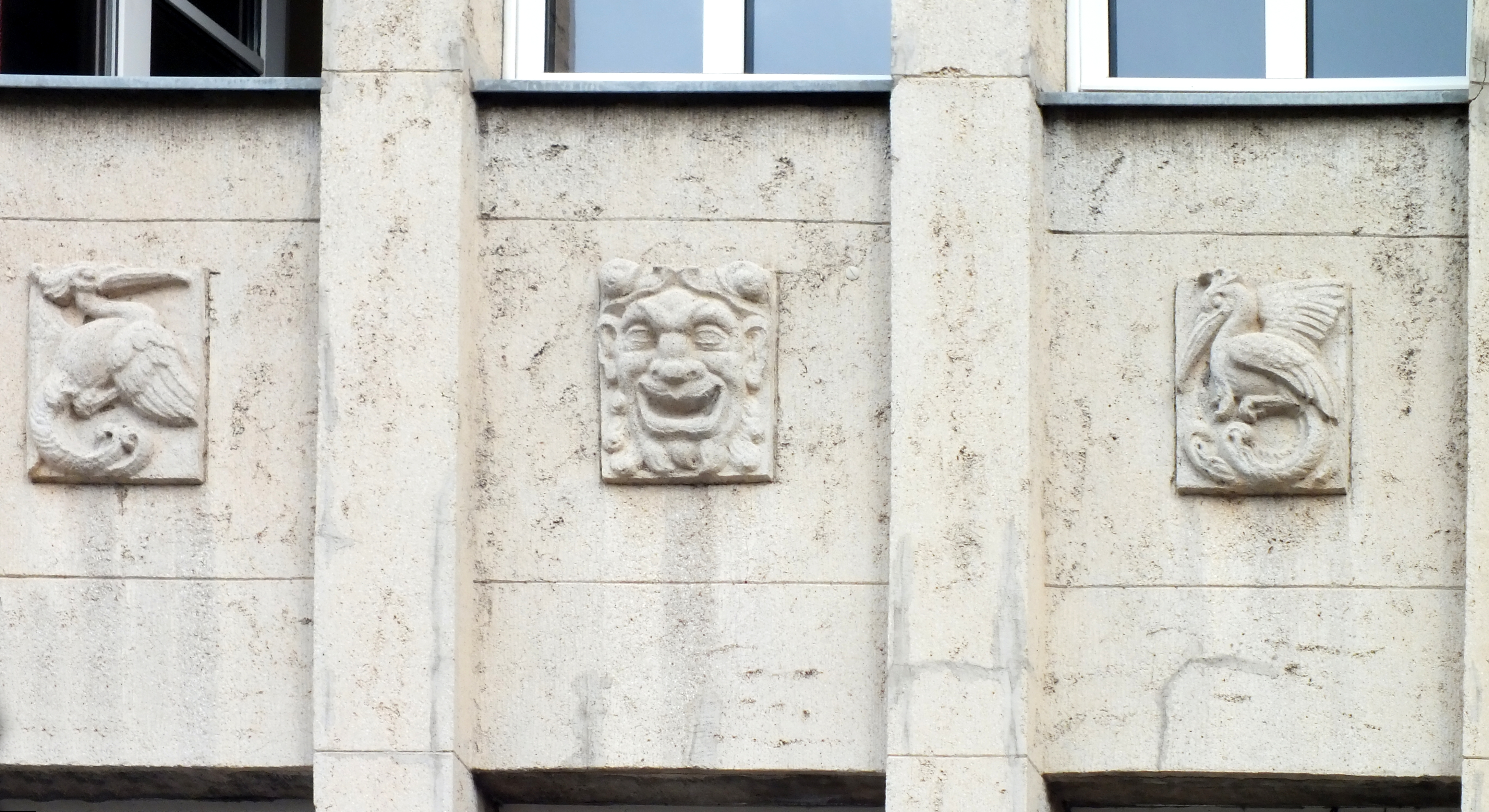
Jugendstilreliefs

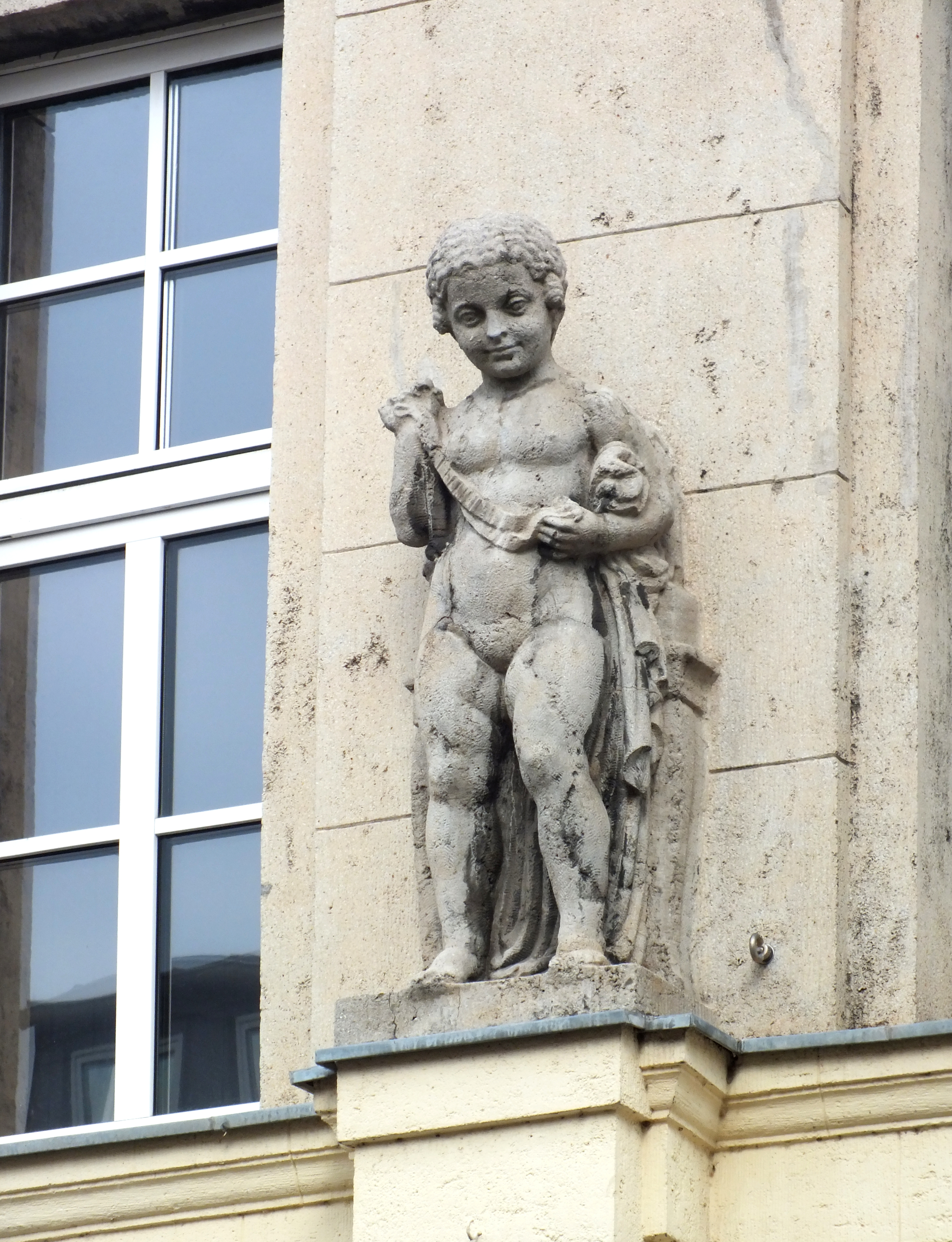
Putto

In den Unterlagen des Sächsischen Denkmalamtes finden sich folgende Aussagen: Das Kaufhaus bildet eine „geschlossene Bebauung in abschließender Ecklage. […] Es ist ein anspruchsvolles, großstädtisches Gebäude in sachlich-reformorientierter Architektur, außergewöhnlicher Kubatur und Lage“.
Das vierstöckige Gebäude mit ausgebautem (fünften) Dachgeschoss hat eine zur Straßenseite hin gestaltete Fassade: in der ersten Etage schmücken Putten und zwischen zweiter und dritter Etage plastische Sandsteinplatten im Jugendstil die Front (siehe Bilder).
Das strukturierte Walmdach des Kaufhausgebäudes wird durch mehrere Gauben unterbrochen und ist mit Schiefer gedeckt. Bedingt durch die dem winkligen Grundstück angepasste Grundrisslösung entstand ein dreieckiger Innenhof.
Unmittelbar neben dem eigentlichen Kaufhaus befindet sich ein zweietagiger Anbau aus dem Jahr 1901 mit Satteldach, der mit dem Kaufhaus zur Bahnhofstraße hin eine Einheit bildet und die Hausnummer 22 trägt. Er erhielt Anfang der 2000er Jahre einen Wintergarten.